# Sala holme
Sala holme är en mindre skogbevuxen ö i Mälaren i Enhörna distrikt (Överenhörna socken), Södertälje kommun, Stockholms län (Södermanland). Ön är obebodd och saknar fast landförbindelse.